# Purpurskinn
Purpurskinn (Chondrostereum purpureum) är en svampart som först beskrevs av Christiaan Hendrik Persoon, och fick sitt nu gällande namn av Zdeněk Pouzar 1959. Purpurskinnet är en vedlevande, svagt patogen svamp. Den växer i princip uteslutande på lövträd och är specialiserad på och beroende av att snabbt kunna etablera sig i sårskador, eller nyligen avverkade stubbar av lövträd. Purpurskinn ingår i släktet Chondrostereum och familjen Cyphellaceae.  Arten är reproducerande i Sverige. Inga underarter finns listade i Catalogue of Life.